# Nilodorum braziliensis
Nilodorum braziliensis är en tvåvingeart som först beskrevs av Christian Rudolph Wilhelm Wiedemann 1828.  Nilodorum braziliensis ingår i släktet Nilodorum och familjen fjädermyggor. Inga underarter finns listade i Catalogue of Life.